# The Swingle Singers

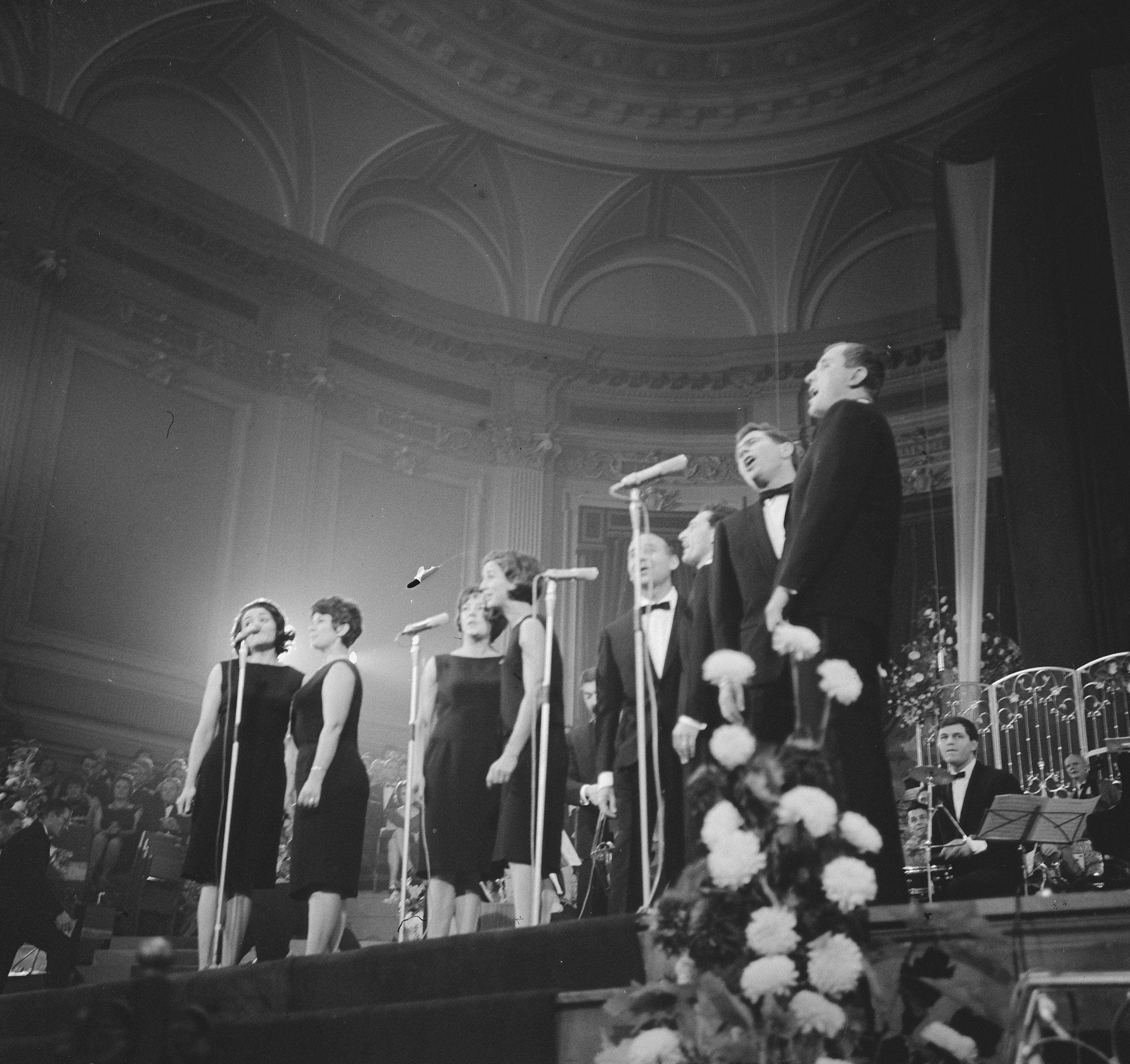
Gálakoncert, Concertgebouw, 1964

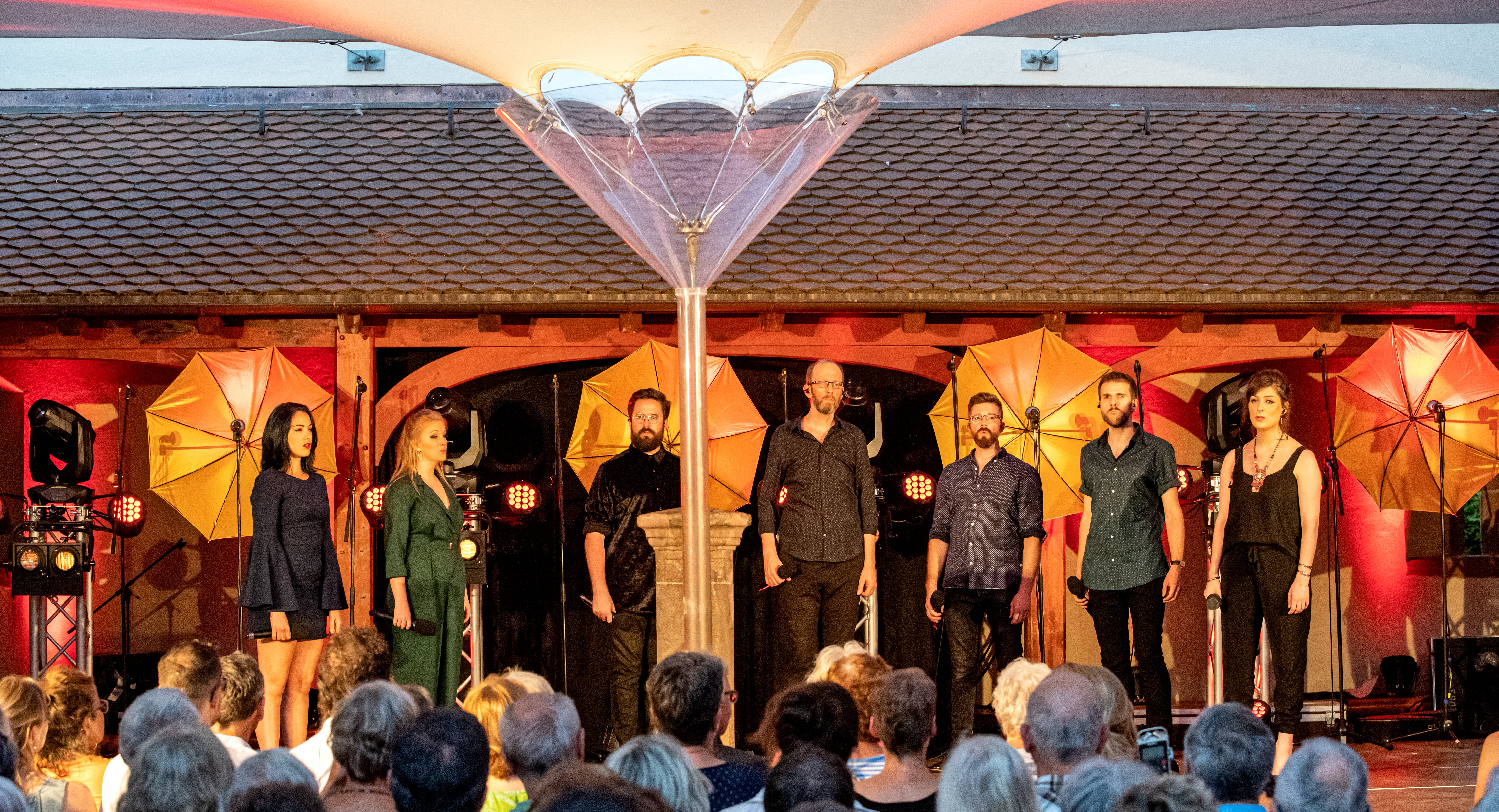
2019

A The Swingle Singers; brit énekegyüttes. Az együttest Ward Swingle alapította Angliában, 1974-ben.
Ötven albumuk, öt Grammy-díjuk, négyezernél több koncertjük volt.

## Alapító tagok
Ward Swingle, Anne Germain, Claude Germain, Jeanette Baucomont, Christiane Legrand, Claudine Meunier, Jean-Claude Briodin, Jean Cussac. Egyikük sem él már.

## Tagok 2020-ban
Joanna Goldsmith-Eteson, Federica Basile, Imogen Parry, Oliver Griffiths, Jon Smith, Jamie Wright, Kevin Fox, Edward Randell.

Hangmérnök: Hugh Walker.

## Pályarajz
Christiane Legrand (Michel Legrand testvére) és Ward Swingle eredetileg csak bonyolult, többszólamú hangszeres kompozíciók énekhangra átdolgozott változtatásainak gyakorlására hozták létre az együttest. A legenda szerint Johann Sebastian Bach Wohltemperiertes Klavier című művének gyakorlása közben egyikük viccből szvingelni kezdett – és megszületett a Swingle Singers.
Aztán első lemezük, a Jazz Sébastien Bach tarolt mind az Egyesült Királyságban, mind az USA-ban.
A későbbiekben koncertjeiken és lemezeiken Mozart, Vivaldi, Händel mellett van török folklór, Astor Piazzolla, The Beatles, Beyoncé..., szinte bármi; csak jó zene legyen.

## Lemezek
- Jazz Sebastien Bach (Philips, 1963)
- Anyone for Mozart? (Philips, 1964)
- Going Baroque (Philips, 1964)
- Les Romantiques (Philips, 1965)
- Place Vendôme with Modern Jazz Quartet (Philips, 1966)
- Rococo a Go Go (Philips, 1966)
- Concerto D'Aranjuez: Sounds of Spain (Philips, 1967)
- J. S. Bach (Philips, 1968)
- Jazz Von Bach Bis Chopin (Philips, 1968)
- Noels Sans Passeport (Philips, 1968)
- Jazz Sebastian Bach Volume 2 (Philips, 1968)
- Sinfonia/Visage with Luciano Berio, New York Philharmonic, Cathy Berberian (CBS, 1969)
- American Look (Philips, 1969)
- Bitter Ending with Andre Hodeir (Epic, 1972)
- Les 4 Saisons (Philips, 1972)
- The Joy of Singing (Philips, 1972)
- Attention! The Swingle Singers (Fontana, 1973)
- Swinging Bach (Fontana, 1974)
- Jazz Meets Baroque (Fontana, 1976)
- Swingle Bells (Columbia, 1978)
- Swingle Skyliner (Columbia, 1979)
- Folio (MMG, 1980)
- Instrumentals (Polydor, 1986)
- Christmas (Polydor, 1986)
- Sinfonia Eindrucke with Orchestre National De France (Erato, 1986)
- Nothing but Blue Skies (Trax, 1988)
- 1812 (Swingle Singers, 1989)
- The Bach Album (Swingle Singers, 1990)
- A Cappella Amadeus: A Mozart Celebration (Virgin, 1991)
- Around the World/Folk Music/An A Cappela Song Collection (Virgin, 1991)
- Notability (Swingle Singers, 1993)
- Bach Hits Back (Virgin, 1994)
- Pretty Ringtime: English Twentieth Century Songs (Swingle Singers, 1994)
- New World (Swingle Singers, 1995)
- The Story of Christmas (Primarily a Cappella 1998)
- Screen Tested (Swingle Singers, 1998)
- Ticket to Ride (Swingle Singers, 1999)
- Keyboard Classics (Swingle Singers, 2002)
- Mood Swings (Primarily a Cappella 2002)
- Retrospective: The 40th Anniversary Show (Sounds Good 2003)
- Unwrapped (Swingle Singers, 2004)
- Ferris Wheels (Swingle Singers, 2009)
- Weather to Fly (World Village 2013)

## Díjak
- 1964: Grammy Award: Sebastian Bach legjobb dzsesszfeldolgozásért
- 1965: Grammy Award: a barokk zenei interpretációért
- 1966: Grammy Award: Mozart feldolgozásért
- 1969: Grammy Award for Ward Swingle[1]
- 1970: Grammy Award: legjobb kóruselőadásáért (New York-i Filharmonikusokkal, karmester: Luciano Berio)